# EBCビビットホール
EBCビビットホール（イービーシービビットホール）は、愛媛県松山市藤原町にかつて存在していた、多目的ホールである。
1997年までエフエム愛媛の社屋として使用されていた建物の所有権を、隣接していたテレビ愛媛（当時は、愛媛放送）が引継ぎ、大規模な改装を行った後、最新鋭の音響と照明設備などを備えた、多目的ホールとして1998年にオープン。
なお、ホール名はテレビ愛媛の略称であるEBCと同局マスコットキャラクターである「ビビットくん」に由来する。

## 施設概要
ステージ部分
- 面積：62.92m2（5.2m×12.1m）
- 高さ：60cm

フロア部分
- 面積：187.55m2（15.5m×12.1m）
- 客席数：250～300席（イスはスチール製、非固定式）

## 利用状況
多目的ホールとしては小規模ではあるが、利用料金が手頃であり、音響・照明設備も充実している事、また交通アクセスや立地条件が良い事などから、県内外のプロ・アマチュアのグループやアーチストのコンサートやライブでの利用が多かった。
また、音楽関係以外では県内外の劇団（プロ・アマ問わず）の公演、各種展示会・即売会や学術講演会などもよく開催されていた。
ホールはテレビ局に隣接しているが、テレビ番組の収録は特別番組など、ごくわずかであった。
2018年、建物の老朽化とテレビ愛媛社屋増改築に伴い解体された。

## 交通
- 伊予鉄道松山市駅南口、または土橋駅より、徒歩約8～9分。
- 伊予鉄バス、雄郡小学校東門前より徒歩1分。

## 備考
- テレビ愛媛の本社の所在地は松山市真砂町であるが、EBCビビットホールは区画の関係上、藤原町に位置している。